# Hypselodelphys
Hypselodelphys är ett släkte av strimbladsväxter. Hypselodelphys ingår i familjen strimbladsväxter.
Kladogram enligt Catalogue of Life:
| Hypselodelphys | \| \| Hypselodelphys hirsuta \| \| \| \| \| \| Hypselodelphys poggeana \| \| \| \| \| \| Hypselodelphys scandens \| \| \| \| \| \| Hypselodelphys triangularis \| \| \| \| \| \| Hypselodelphys velutina \| \| \| \| \| \| Hypselodelphys violacea \| \| \| \| \| \| Hypselodelphys zenkeriana \| \| \| \| |
|                | \| \| Hypselodelphys hirsuta \| \| \| \| \| \| Hypselodelphys poggeana \| \| \| \| \| \| Hypselodelphys scandens \| \| \| \| \| \| Hypselodelphys triangularis \| \| \| \| \| \| Hypselodelphys velutina \| \| \| \| \| \| Hypselodelphys violacea \| \| \| \| \| \| Hypselodelphys zenkeriana \| \| \| \| |
|                | Hypselodelphys hirsuta |
|                | |
|                | Hypselodelphys poggeana |
|                | |
|                | Hypselodelphys scandens |
|                | |
|                | Hypselodelphys triangularis |
|                | |
|                | Hypselodelphys velutina |
|                | |
|                | Hypselodelphys violacea |
|                | |
|                | Hypselodelphys zenkeriana |
|                | |